# صحنه‌های خارجی
صحنه‌های خارجی فیلمی به تهیه‌کنندگی، نویسندگی و کارگردانی علیرضا رسولی‌نژاد محصول سال ۱۳۸۳ است.

## بازیگران
- شایان شاملو